# Frenelle-la-Grande
Frenelle-la-Grande ([fʁəˈnɛlˌla ˈɡʁɑ̃d] ) ist eine französische Gemeinde mit 101 Einwohnern (Stand: 1. Januar 2022) im Département Vosges in der Region Grand Est. Sie gehört zum Arrondissement Neufchâteau (bis 2024 Épinal) und ist Mitglied im Gemeindeverband Communauté de communes de Mirecourt Dompaire. Die Bewohner werden Fresnelliens und Fresnelliennes genannt.

## Geografie
Die Gemeinde Frenelle-la-Grande im Xaintois liegt im Norden des Départements Vosges an der Grenze zum Département Meurthe-et-Moselle, acht Kilometer nordwestlich der Kleinstadt Mirecourt. Das flachwellige Bodenrelief um Frenelle-la-Grande gehört zum Einzugsgebiet des Madon. Der größte Teil des Gemeindegebietes wird landwirtschaftlich genutzt; im Osten hat die Gemeinde einen etwa 20 Hektar großen Anteil an einem Waldgebiet. Nachbargemeinden von Frenelle-la-Grande sind Boulaincourt im Norden, Bouzanville im Nordosten, Ambacourt im Osten, Puzieux im Süden, Frenelle-la-Petite im Westen sowie Fraisnes-en-Saintois im Nordwesten.

## Geschichte
Der Ort Frenelle-la-Grande wurde nach der katholischen Enzyklopädie Gallia Christiana im Jahr 1051 als Grandem Frasnum erstmals urkundlich erwähnt. Andere, spätere Bezeichnungen waren Franellum, Frasnel und Frana magna sowie Grande Frenel im „Atlas National“ Cassinis.
Das Dorf gehörte bis zur Französischen Revolution zur Vogtei Mirecourt. Die heutige Kirche wurde Ende des 19. Jahrhunderts anstelle eines Vorgängerbaues aus dem sechzehnten Jahrhundert erbaut.
Die Schule und das Rathausgebäude (Mairie) wurden im Jahr 1834 errichtet.

## Bevölkerungsentwicklung
| Jahr                       | 1962 | 1968 | 1975 | 1982 | 1990 | 1999 | 2006 | 2012 | 2021 |
| -------------------------- | ---- | ---- | ---- | ---- | ---- | ---- | ---- | ---- | ---- |
| Einwohner                  | 138  | 146  | 101  | 101  | 112  | 121  | 128  | 118  | 104  |
| Quellen: Cassini und INSEE |      |      |      |      |      |      |      |      |      |

Im Jahr 1800 wurde mit 365 Bewohnern die bisher höchste Einwohnerzahl ermittelt. Die Zahlen basieren auf den Daten von cassini.ehess und INSEE.

## Sehenswürdigkeiten
- Kirche Saint-Léger mit einer Statue des Heiligen Leodegar aus dem 16. Jahrhundert
- Wegkreuz aus dem 16. Jahrhundert, als Monument historique eingestuft[5]

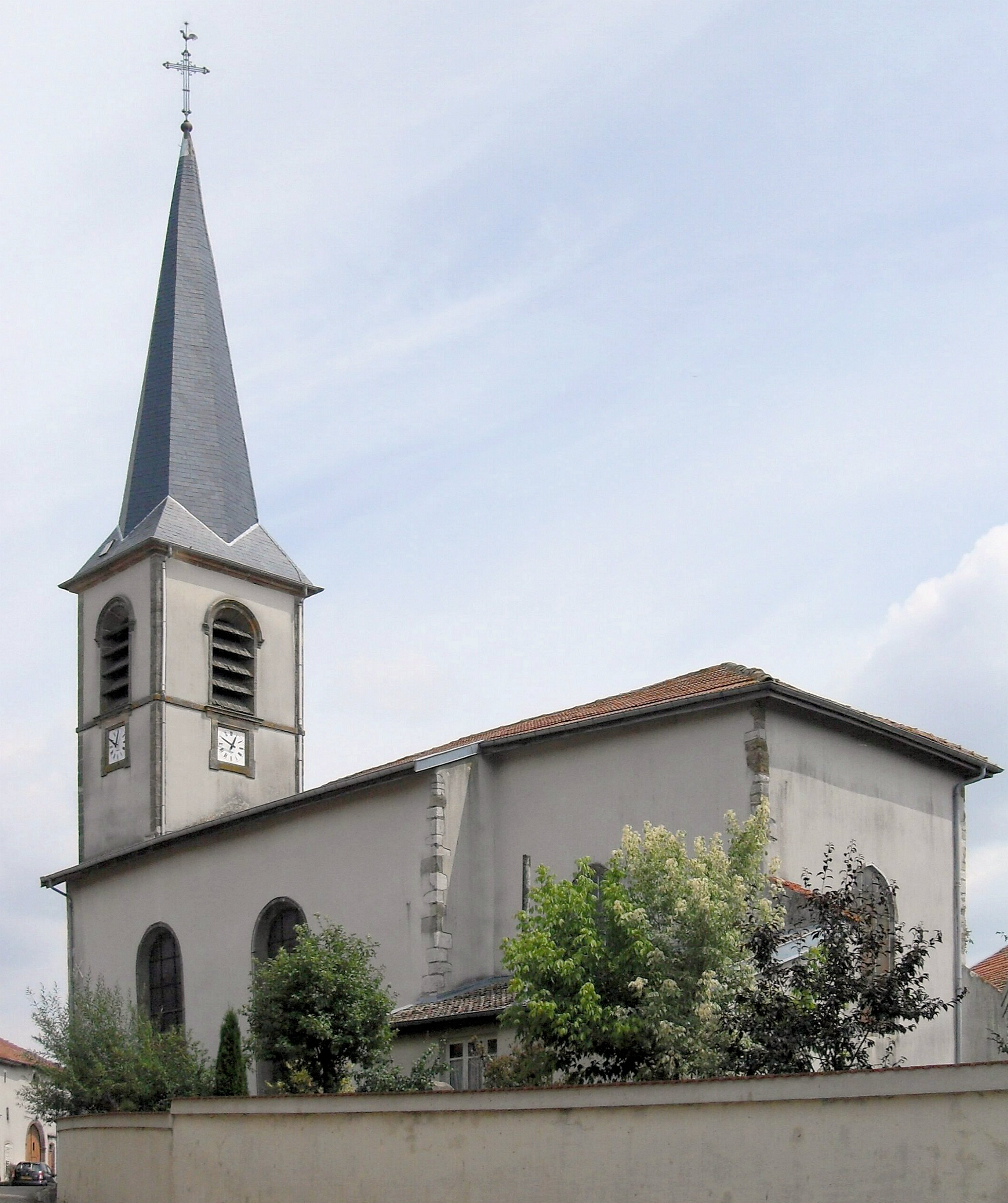
Kirche Saint-Léger
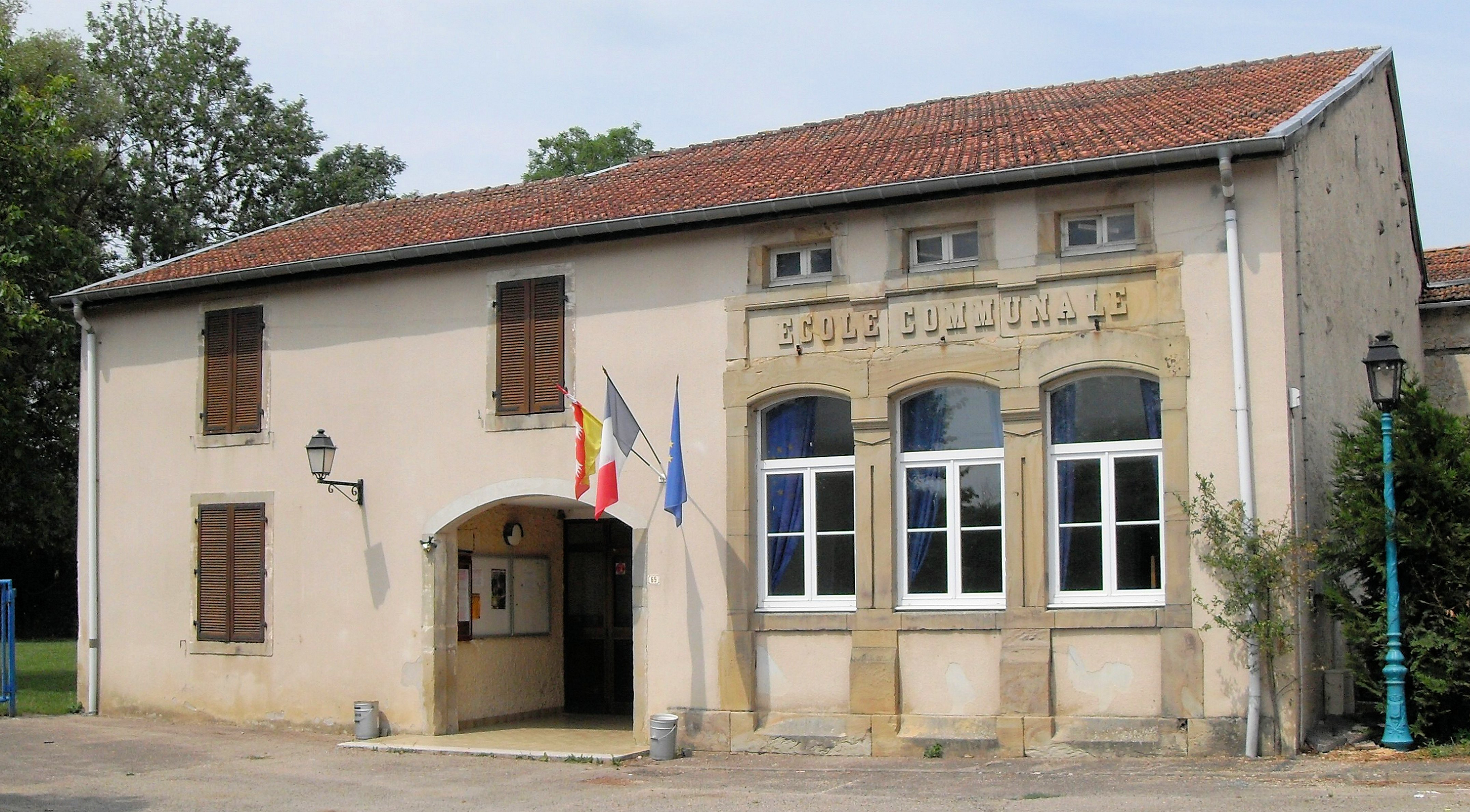
Rathaus (mairie und ehemalige Dorfschule)
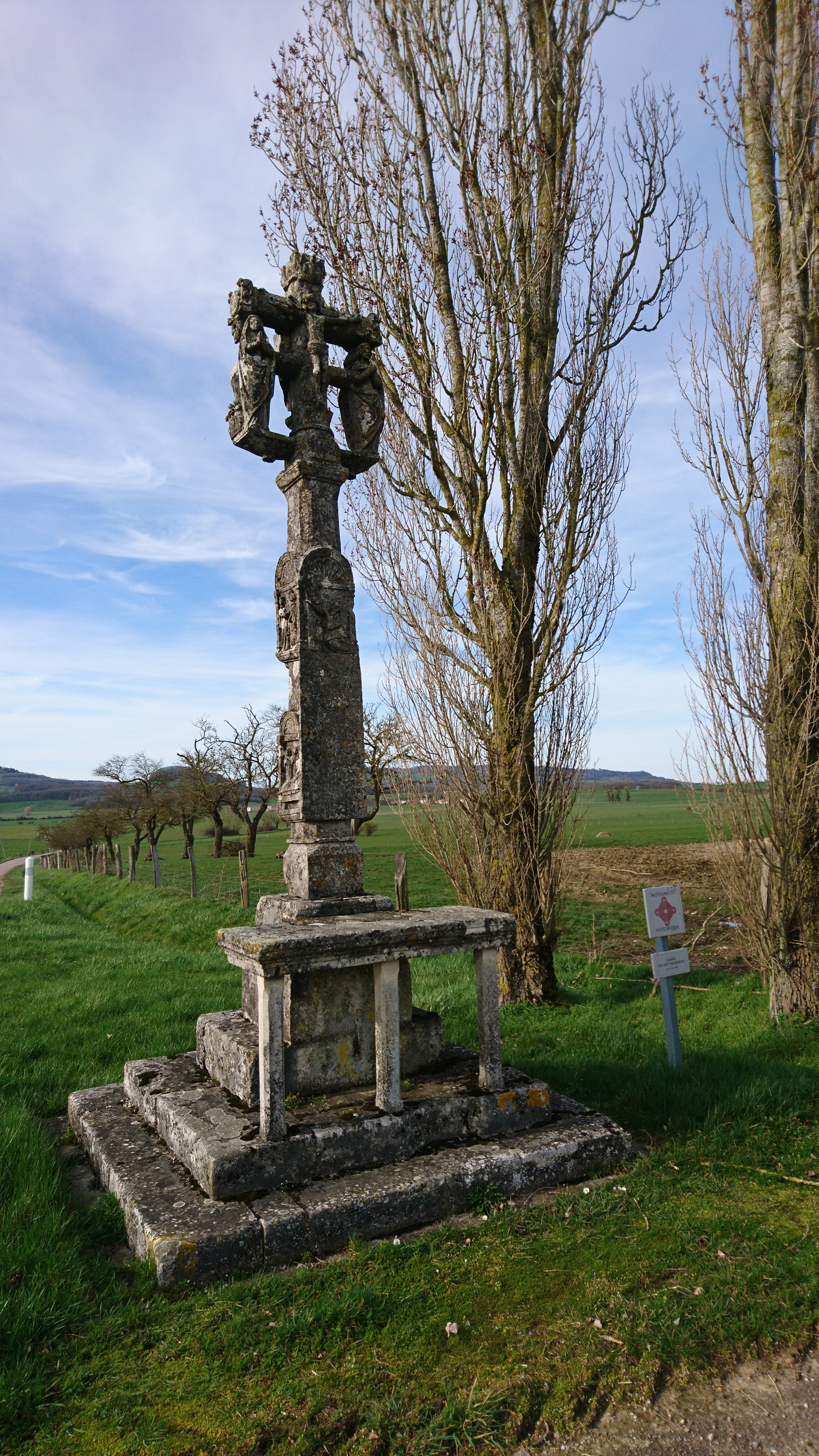
Wegkreuz
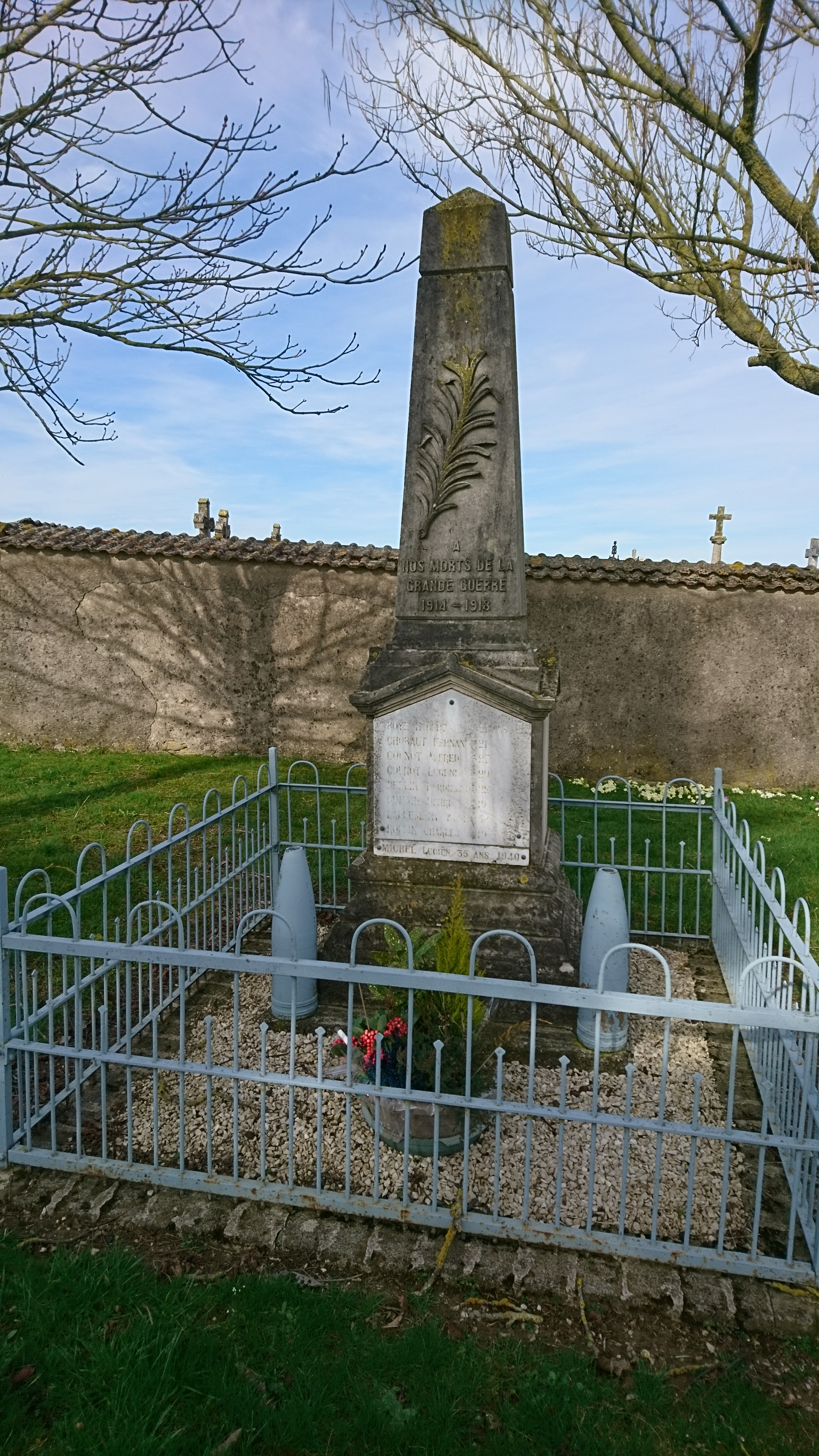
Gefallenendenkmal

## Wirtschaft und Infrastruktur
In der Gemeinde sind sechs Landwirtschaftsbetriebe ansässig (Getreideanbau, Milchwirtschaft, Rinderzucht, Schweinehaltung).
Frenelle-la-Grande liegt abseits der überregionalen Verkehrsverbindungen. Sieben Kilometer südlich besteht
Anschluss an die kreuzungsfrei ausgebaute Départementsstraße D 166 (Épinal-Neufchâteau). Durch die Gemeinde führt die Bahnlinie Nancy-Mirecourt-Merrey. Am ehemaligen Haltepunkt Frenelle-la-Grande – Puzieux, der im Gemeindegebiet Frenelles liegt, halten keine Züge mehr. Der nächste Bahnhof liegt in der nahen Kleinstadt Mirecourt.

## Belege
1. ↑  Gallia Christiana, Band XIII, Seite 468
2. ↑   vosges-archives.com/Frenelle-la-Grande (Memento des Originals vom 4. März 2016 im Internet Archive)  Info: Der Archivlink wurde automatisch eingesetzt und noch nicht geprüft. Bitte prüfe Original- und Archivlink gemäß Anleitung und entferne dann diesen Hinweis. (PDF-Datei, französisch; 110 kB)
3. ↑  Frenelle-la-Grande auf cassini.ehess
4. ↑  Frenelle-la-Grande auf INSEE
5. ↑  Croix de carrefour in der Base Mérimée des französischen Kulturministeriums (französisch)
6. ↑  Landwirtschaftsbetriebe auf annuaire-mairie.fr (französisch)